# Лисов Іван Сисойович
Іван Сисойович Ли́сов (25 вересня 1916, Юзівка — 15 квітня 1991, Донецьк) — український радянський живописець; член Спілки радянських художників України з 1956 року. Батько художника Олександра Лисова.

## Біографія
Народився 12 [25] вересня 1916 року в місті Юзівці (нині Донецьк, Україна). Протягом 1936—1940 років навчався у Одеському художньому училищі, був учнем Леоніда Мучника, Миколи Павлюка.
У Червоній армії з 8 серпня 1941 року. Брав участь у німецько-радянській війні. Служив у стрілецьких підрозділах, мав військові звання лейтенанта, старшого лейтенанта. Нагороджений орденами Олександра Невського (березень 1945), Вітчизняної війни I ступеня (6 листопада 1985).
Мешкав у Донецьку в будинку на бульварі Пушкіна, № 18, квартира № 50. Помер у Донецьку 15 квітня 1991 року.

## Творчість
Працював у галузі станкового живопису. У реалістичному стилі створював пейзажі, портрети, натюрморти. Серед робіт:
- «Відпочинок шахтарів» (1932);
- «Заслужений лікар УРСР П. Контрольський» (1949)
- «Комсомолець-прохідник» (1951);
- «Герой Соціалістичної Праці І. Ященко» (1954);
- «Дружина» (1955);
- «Молоді шахтарі» (1957);
- «Про нашу бригаду» (1960);
- «Прохідник І. Галинка» (1965);
- «Академіки на шахті» (1972);
- «Золоте Підмосков'я» (1972);
- «Заслужений льотчик УРСР М. Головура» (1973);
- «Герой Соціалістичної Праці Іван Стрельченко» (1973);
- «Герой Радянського Союзу, командир партизанського загону Дмитро Медведєв» (1974);
- «Скульптор Микола Баранов» (1979);
- «Кінорежисер Ю. Вишневський» (1979);
- «О. Урекін» (1980).

Брав участь в обласних, всеукраїнських мистецьких виставках з 1949 року. Персональна виставка відбулася у Донецьку у 1966 році.
Окремі роботи художника зберігаються у Донецькому і Луганському художніх музеях.

## У мистецтві
Живописний портрет художника у 1985 році написав його син Олександр. 